# Ljubetovo
Ljubetovo je naseljeno mjesto u gradu Zenici, Federacija Bosne i Hercegovine, BiH.

## Stanovništvo

### 1991.
Nacionalni sastav stanovništva 1991. godine, bio je sljedeći:
ukupno: 190
- Muslimani - 167 (87,89%)
- Srbi - 23 (12,11%)

### 2013.
Nacionalni sastav stanovništva 2013. godine, bio je sljedeći:
ukupno: 184
- Bošnjaci - 184 (100%)